# Lista över Sveriges äldsta konditorier
Detta är en lista över Sveriges äldsta konditorier med minst 100 års obruten historia. 
Branschen har påfallande många företag med lång historik; många konditorier har i flera generationer drivits inom samma släkt. 
Sveriges kanske äldsta konditoribyggnad är Hammars konditori i Falun, klassad som byggnadsminne sedan 1987. Byggnaden uppfördes 1776 och konditoriverksamheten inleddes under 1784 till 1805 av den tyske konditorn Hesse. Konditoriet ingår inte i listan över Sveriges äldsta konditorier eftersom konditoriverksamheten upphörde 1962 för att återupptas först 2020 i samma byggnad. 
| Grundat år | Nuvarande namn                       | Ort         | Kommentarer                                                                                        |
| ---------- | ------------------------------------ | ----------- | -------------------------------------------------------------------------------------------------- |
| 1785       | Sundbergs konditori                  | Stockholm   | Ägdes till 1944 av släkten Sundberg.                                                               |
| 1857       | Garströms konditori                  | Lidköping   | Stora delar av inredningen är bevarad sedan 1887.                                                  |
| 1876       | Broqvist konditori                   | Växjö       | Grundaren Johan Broqvist skapade Napoleonbakelsen. Drivs av fyra systrar i den femte generationen. |
| 1876       | Sjöholms bageri                      | Ängelholm   | Sveriges äldsta bageri erbjuder även tårtor, bullar, wienerbröd och andra bakverk.                 |
| 1887       | Güntherska hovkonditori & schweizeri | Uppsala     | I samma familj sedan fem generationer.                                                             |
| 1901       | Ahlströms konditori                  | Göteborg    | |
| 1902       | Sala Ångbageri                       | Sala        | Grundat som bageri.                                                                                |
| 1903       | Conditori Nordpolen                  | Vara        | |
| 1905       | Ofvandahls hovkonditori              | Uppsala     | |
| 1913       | Siljans konditori                    | Leksand     | |
| 1914       | Centralkonditoriet                   | Väderstad   | |
| 1914       | Fahlmans conditori                   | Helsingborg | |
| 1916       | Elsa Anderssons Konditori            | Norberg     | Byggnaden nedbrunnen 2015, återuppförd 2017 i samma stil och med återupptagen konditoriverksamhet. |
| 1920       | Tössebageriet                        | Stockholm   | I samma lokaler sedan starten.                                                                     |

## Galleri

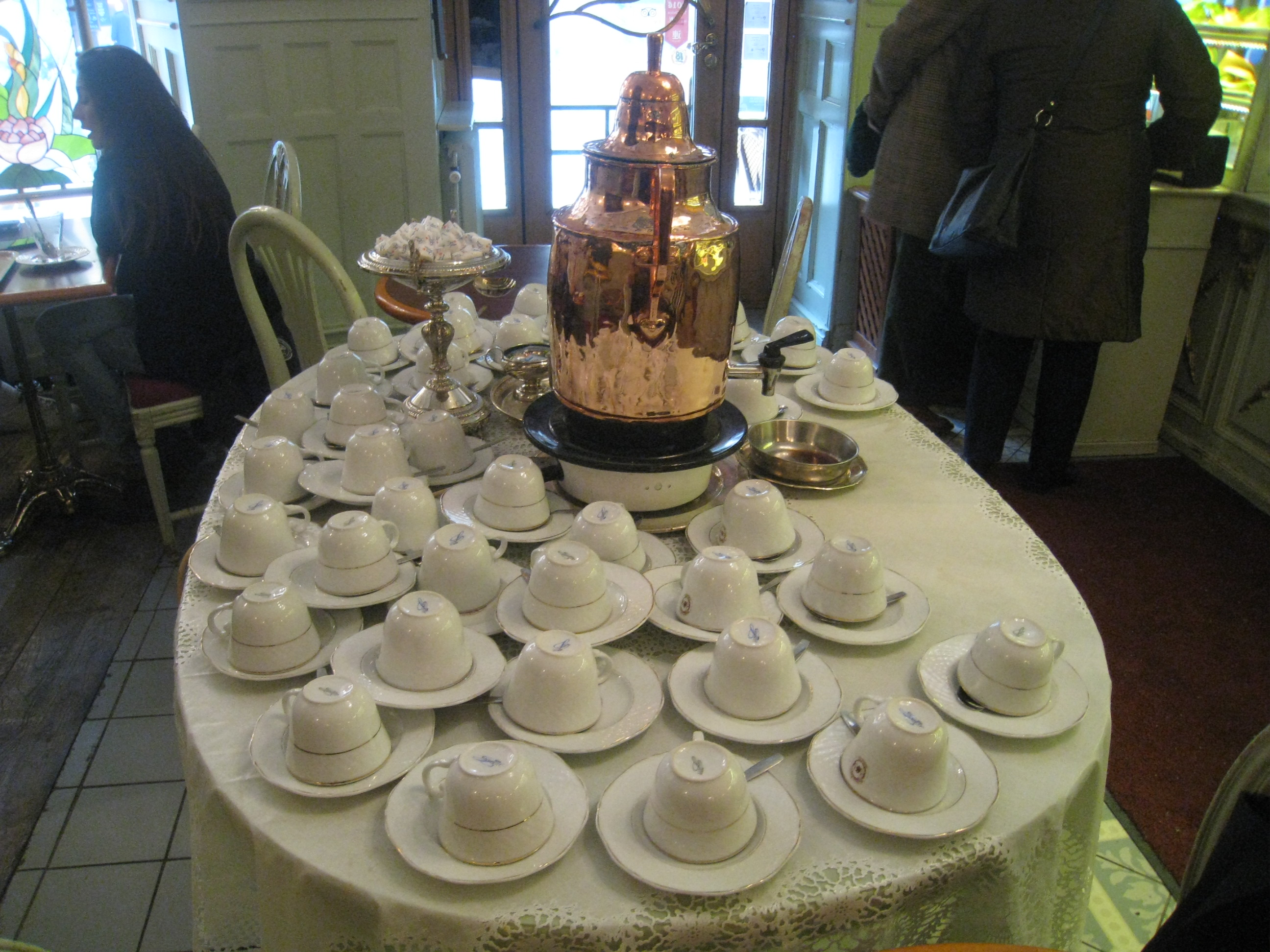
Sundbergs konditori vid Järntorget i Gamla stan i Stockholm är Sverige äldsta konditori.
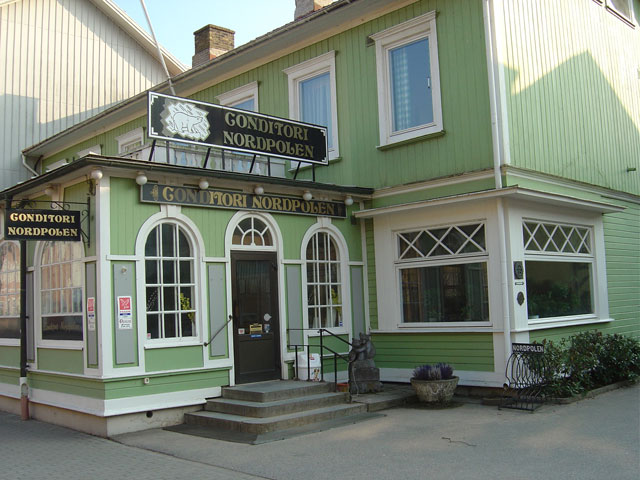
Conditori Nordpolen i Vara öppnade 1903.
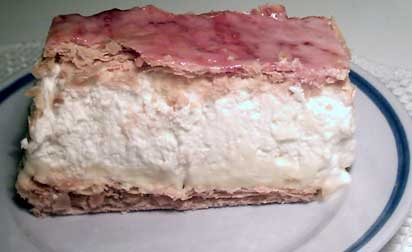
Napoleonbakelsen skapades av Johan Broqvist, grundare av Broqvist konditori i Växjö.
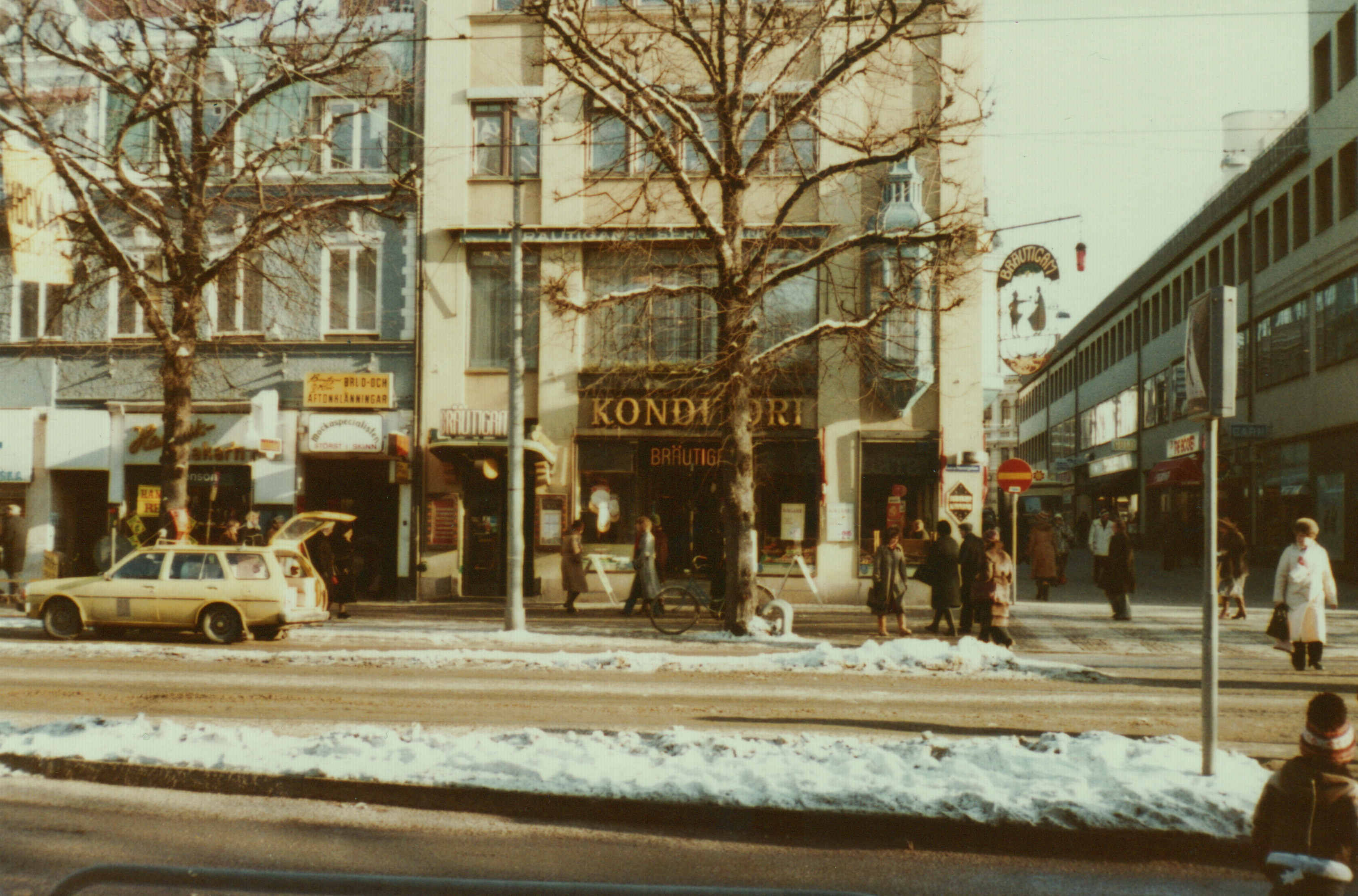
Bräutigams i Göteborg, cirka 1980. Det anrika konditoriet stängde 1993 men företaget drivs vidare med tillverkning och försäljning utan serveringsinslag.